# Ong Seong-wu
Ong Seong-wu (Hangul:옹성우, n. 25 august 1995, Incheon, Coreea de Sud) este un cântăreț și actor sud-coreean. Este cunoscut pentru participarea sa la reality show-ul Produce 101 Sezonul 2, unde s-a clasat pe locul cinci și a devenit membru al trupei de băieți Wanna One.

## Tinerețe și educație
Ong Seong-wu s-a născut în Incheon, Coreea de Sud. A urmat Școala de Arte Hanlim, absolvind în 2014. Ulterior a absolvit Universitatea Dong Seoul cu o specializare în artele spectacolului.

## Carieră

### Pre-debut:Produce 101
Seong-wu a participat la Produce 101 (sezonul 2). În finală, s-a clasat pe locul cinci cu 984.756 de voturi, devenind membru Wanna One.

### 2017–2018: Wanna One
Ong Seong-wu a debutat ca membru Wanna One pe 7 august 2017. Împreună cu colegul său Kang Daniel, Ong a fost membru al variety show-ului Master Key. În noiembrie, Seong-wu a jucat în videoclipul cântărețului Huh Gak pentru melodia „Only You”.
În februarie 2018, acesta a fost ales ca prezentator al emisiunii Show! Music Core, rol menținut până în septembrie 2018. De asemenea, el a devenit un membru din distribuția reality-show-ului Law of the Jungle Sabah , care s-a difuzat în perioada 27 iulie 2018 - 21 septembrie 2018.
Contractul său cu Wanna One s-a încheiat pe 31 decembrie 2018, însă ultimele activități au fost concertele de rămas bun din 24-27 ianuarie 2019.

### 2019: Activități solo
După încheierea activităților sale cu Wanna One, Seong-wu s-a îmbarcat în primul său turneu de fanmeeting-uri solo intitulat „Eternity”, care a cuprins 3 țări în martie și aprilie 2019. La 7 martie 2019, el a fost numit Ambasador al Educației din Incheon.
În iunie, Seong-wu a lansat single-ul „Heart Sign” în cadrul proiectului Pepsi K-Pop Collab desfășurat de Pepsi și Starship Entertainment.
Ulterior, Seong-wu și-a făcut debutul ca actor jucând în drama At Eighteen care s-a difuzat în perioada 22 iulie-10 septembrie 2019.
În ianuarie 2020, Ong va da drumul celui de-al doilea turneu de fanmeeting-uri în Asia, numit „We Belong”.  De asemenea, va apărea în show-ul de travel Traveler, alături de Kang Ha-neul și Ahn Jae-hong, filmările având loc în Argentina în decembrie 2019. Tot în 2020, Seong-wu își va face debutul ca actor de film prin filmul muzical Life is Beautiful, jucând alături de Ryu Seung-ryong și Yum Jung-ah.

## Filmografie

### Seriale de televiziune
| An   | Titlu       | Rol          | Canal         | Note                        | Ref.   |
| ---- | ----------- | ------------ | ------------- | --------------------------- | ------ |
| 2017 | Idol Fever  | El însuși    | Naver TV Cast | Apariție specială (Ep. 1–2) | [ 16 ] |
| 2019 | At Eighteen | Choi Jun-woo | JTBC          | Rol principal               | [ 12 ] |

### Emisiuni de divertisment
| An   | Titlu                         | Rol                   | Canal | Note                           | Ref.   |
| ---- | ----------------------------- | --------------------- | ----- | ------------------------------ | ------ |
| 2017 | Produce 101 (season 2)        | Concurent             | Mnet  |                                | [ 1 ]  |
| 2017 | Master Key                    | Membru în distribuție | SBS   | cu Kang Daniel                 | [ 4 ]  |
| 2018 | Living Together in Empty Room | Membru în distribuție | MBC   | cu Kang Daniel și Kim Jae-hwan | [ 17 ] |
| 2018 | Show! Music Core              | Co-prezentator        | MBC   | cu Kang Mi-na și Mark Lee      | [ 6 ]  |
| 2018 | Law of the Jungle Sabah       | Membru în distribuție | SBS   |                                | [ 7 ]  |

## Premii și nominalizări
| An   | Premii             | Categorie                  | Lucrare nominalizată | Rezultat | Ref.   |
| ---- | ------------------ | -------------------------- | -------------------- | -------- | ------ |
| 2019 | Korea Drama Awards | Cel mai bun actor nou      | At Eighteen          | Câștigat | [ 18 ] |
| 2019 | Korea Drama Awards | Premiul pentru Hallyu Star | At Eighteen          | Câștigat | [ 18 ] |
| 2019 | Asia Artist Awards | Cel mai bun actor nou      | At Eighteen          | Câștigat | [ 19 ] |